# Beate Uhse
Beate Rotermund-Uhse nata Beate Dorothea Köstlin (Zelenogradsk, 25 ottobre 1919 – San Gallo, 16 luglio 2001) è stata un'imprenditrice e aviatrice tedesca, fondatrice dell'azienda omonima e nota per l'apertura del primo sex shop al mondo.

## Biografia

### Infanzia e formazione
Beate era l'ultima dei tre figli di Otto Köstlin, un agricoltore originario di Ochsenhausen nel Württemberg (1870-1945), e della berlinese Margarete Köstlin-Räntsch (1880-1945) , che fu una delle prime donne medico in Germania. I genitori educarono i bambini fin da piccoli in modo, per l'epoca, molto moderno, parlando apertamente con loro di riproduzione e sessualità.
Beate Köstlin trascorse l'infanzia nella tenuta di famiglia a Wargenau (nei pressi dell'attuale città di Zelenogradsk) all'epoca Prussia Orientale, dal settembre del 1932 al marzo del 1934 frequentò la Schule am Meer sull'isola di Juist nel Mare del Nord, un istituto privato riformato gestito dal pedagogista Martin Luserke che seguiva i precetti dell'Educazione Nuova Dopo la chiusura della scuola come conseguenza delle leggi razziali nazionalsocialiste, su raccomandazione di Luserke, si trasferì alla Odenwaldschule a Ober-Hambach in Assia, dove si diplomò.
Beate era appassionata di sport, a 15 anni fu campionessa regionale dell'Assia di lancio del giavellotto. Si recò poi per un anno in Inghilterra come ragazza alla pari ma il suo desiderio, fin da quando il fratello maggiore le aveva raccontato il mito di Icaro, era quello di imparare a volare.

### La carriera da pilota

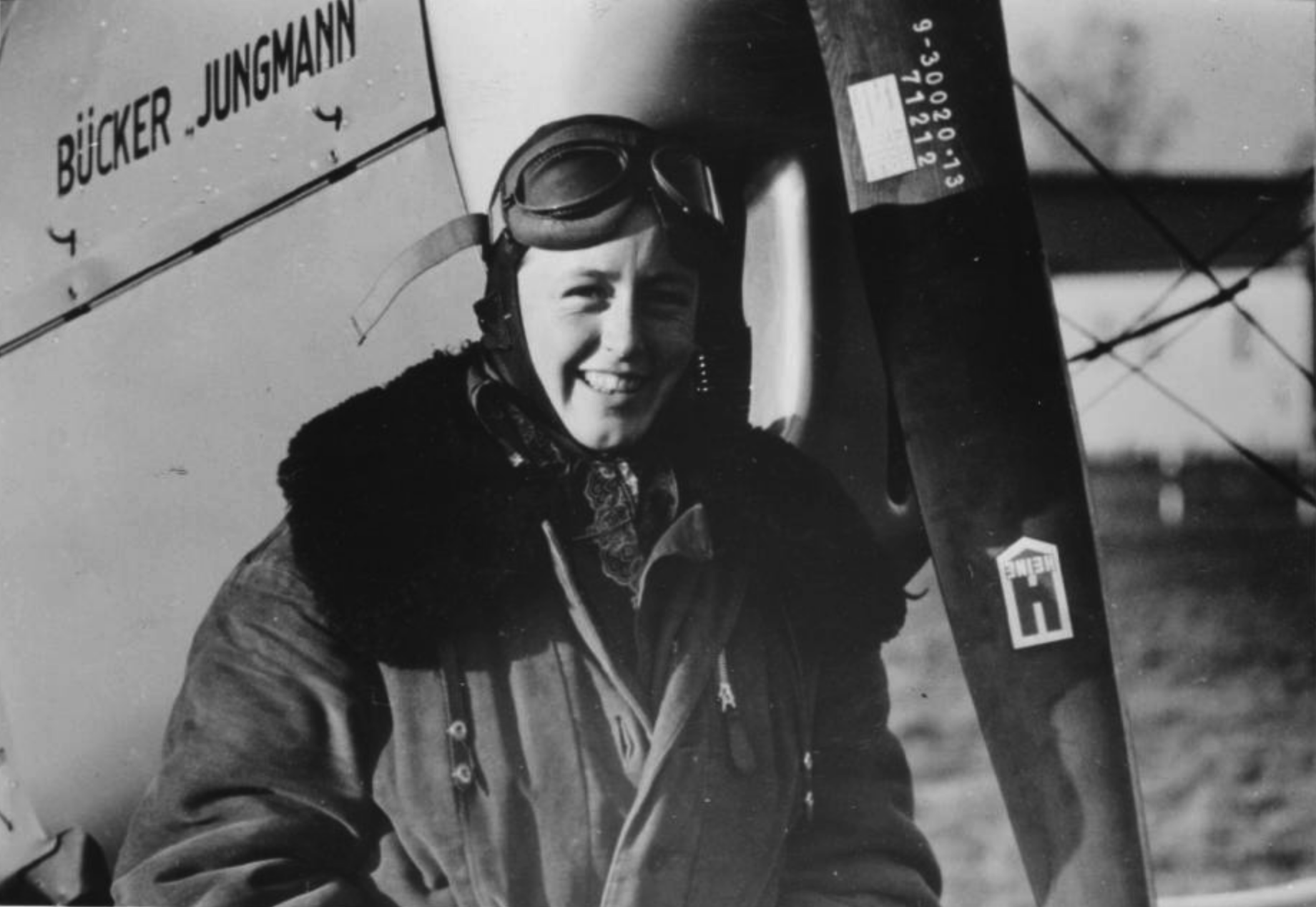
Beate Köstlin davanti ad un Bücker Bü 131

A 18 anni ottenne il brevetto di volo e fu assunta come apprendista presso l'azienda aeronautica Bücker Flugzeugbau: negli anni successivi proseguì la formazione come pilota brevettandosi per altre classi di aerei, compresa quella di pilota acrobatico il 19 agosto del 1938; un mese prima aveva preso parte ad un concorso di volo e si era classificata seconda dietro Melitta Schiller.
Il 16 maggio del 1939 ottenne un secondo brevetto di volo acrobatico, tre mesi dopo prese parte ad un altro concorso di volo su un Bücker Bü 180 classificandosi terza su tredici partecipanti dietro Liesel Bach (Bücker Bü 180) e Luise Harden (Siebel Si 202). Pochi giorni prima dell'inizio della seconda guerra mondiale venne inviata in Danimarca per una dimostrazione su un Bücker Bü 133 Jungmeister.
Venne assunta da Bücker come pilota con l'incarico di portare in Ungheria gli aerei nuovi o riparati. A causa della sua conformazione esile venne scelta come pilota per le riprese di diversi film, poteva infatti nascondersi nella parte anteriore del posto di pilotaggio in modo che nelle riprese si vedesse solo l'attore pilotare l'aereo: in questo modo prese parte ad alcuni film propagandistici dell'epoca.
Dal 1º aprile del 1942 cambiò datore di lavoro passando ad una neo-costituita officina di riparazioni di aerei a Strausberg. Dall'aprile 1944 effettuò numerosi voli dal luogo di produzione alle basi della Luftwaffe, per lo più di Junkers Ju 87. Nell'ottobre 1944 era nella Luftwaffe col grado di capitano occupandosi sempre di trasferimenti di aerei verso il fronte orientale; volò anche sui caccia Messerschmitt Bf 109, Focke-Wulf Fw 190 e Messerschmitt Bf 110. Poco prima che la guerra terminasse, aveva ottenuto l'abilitazione per i caccia Messerschmitt Me 262. Il 28 settembre 1939 sposò il suo istruttore di volo acrobatico Hans-Jürgen Uhse, fratello dello scrittore Bodo Uhse, con un cosiddetto matrimonio di guerra. Nel 1943 nacque il figlio Klaus († 1984). Nel maggio 1944 perse il marito a causa di un incidente aereo.

### La carriera da imprenditrice

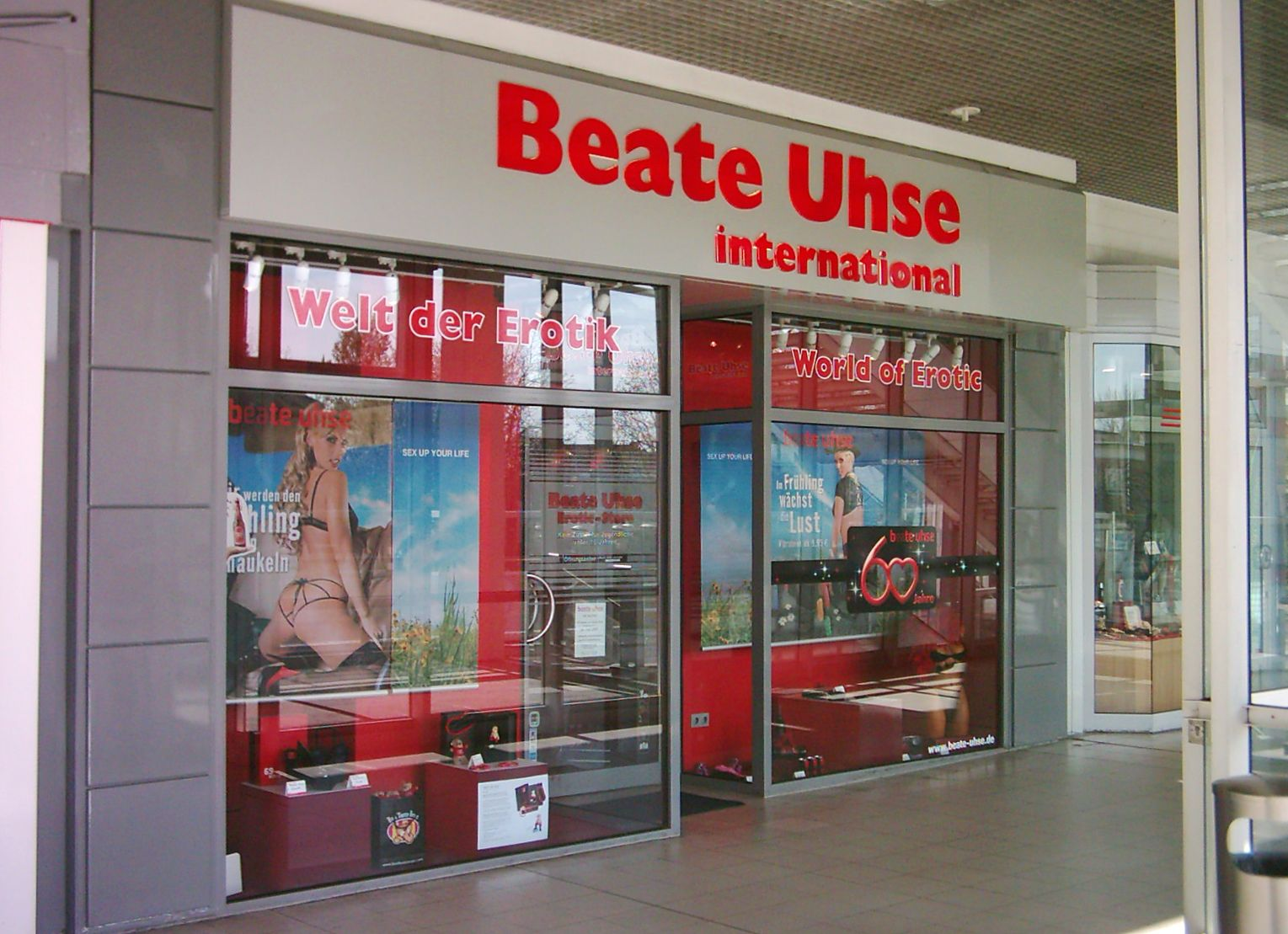
Un sex shop di Beate Uhse ad Amburgo

Il 22 aprile del 1945 fuggì, insieme al figlio e alla babysitter, dall'aeroporto di Gatow a Berlino con un Siebel Fh 104: si rifugiò a Barth e poi a Flensburgo, ma venne catturata dalle truppe britanniche. Dopo il rilascio si stabilì a Braderup. Le truppe di occupazione vietarono qualsiasi attività aerea, Beate dovette quindi trovare un altro modo per mantenere sé e il figlio. Iniziò a vendere porta a porta articoli da mercato nero come giocattoli, casalinghi e articoli di merceria: in questo modo si rese conto dell'esigenza di molte donne di controllare le gravidanze, vista anche la precaria situazione economica e la crisi degli alloggi.
Beate iniziò a pubblicare un dépliant di quattro pagine chiamato "Schrift X" in cui erano descritte nozioni di base sul ciclo mestruale e in cui spiegava come determinare i giorni fertili, sostanzialmente una spiegazione del metodo Ogino-Knaus. Il primo anno ne vendette 32.000 copie, il ricavato le permise di espandere l'attività e nel 1947 fondò l'azienda "Betu-Vertrieb", le richieste riguardavano anche profilattici, materiale informativo con illustrazioni, e altri articoli legati alla sessualità. Nel 1949 sposò l'uomo d'affari Ernst-Walter Rotermund (morto nel 1989), che aveva già due figli, Dirk e Bärbel. Con Rotermund ebbe un altro figlio, Ulrich. La coppia divorziò nel 1972.
Nel 1951 creò un'azienda di vendite per corrispondenza, "Versandhaus Beate Uhse"; a metà degli anni '50 aveva un fatturato di 500.000 marchi e 200.000 clienti. Nel 1960 Beate era a capo della principale azienda europea nel settore erotico, i dipendenti erano 265. Nel 1962 aprì a Flensburg un esercizio commerciale, "Beate Uhse - Fachgeschäft für Ehehygiene": di fatto si trattava del primo sex shop al mondo. Fin dall'avvio della sua attività Beate aveva subito moltissime denunce, inizialmente per truffa e poi per reati contro la pubblica moralità: tra le accuse iniziali quella di vendere profilattici a persone non sposate, all'epoca un reato. Negli oltre 2000 procedimenti giudiziari venne sconfitta una sola volta.
Nel 1975, anno in cui venne legalizzata la pornografia in Germania Ovest, Beate aprì una casa di produzione di materiale porno. Questo portò a critiche e contestazioni da parte di organizzazioni femministe che accusavano l'azienda di mercificare il corpo femminile e Beate stessa di non essere in realtà interessata all'emancipazione e alla libertà sessuale ma solo ai profitti. In una celebre intervista al quotidiano Die Zeit, Beate rispose alle critiche affermando: "non sono Gesù, sono un'imprenditrice".
Nel 1996 inaugurò a Berlino un museo erotico, chiamato appunto Beate Uhse Erotik-Museum. Nel 1999 la Beate Uhse Holding AG, che all'epoca era a capo del principale gruppo europeo del settore con oltre 170 milioni di marchi di fatturato e più di 600 dipendenti in vari punti vendita presenti in Germania e in altri Paesi (compresa l'Italia, con sette negozi, tutti operativi nel nord) venne quotata alla borsa di Francoforte. 
Beate Uhse morì a San Gallo, in Svizzera, per le conseguenze di una polmonite. L'azienda, anni dopo la sua morte, entrò in crisi, tanto da ricorrere per due volte a forme di concordato, l'ultima nel 2015.

## Riconoscimenti
- Nel 1989 venne insignita del Ordine al merito di Germania[10].

## Opere
- con Ulrich Pramann: Mit Lust und Liebe. Mein Leben. Ullstein, Francoforte sul Meno/Berlino 1989, ISBN 3-550-06429-2.
- con Ulrich Pramann: Ich will Freiheit für die Liebe – Beate Uhse. Die Autobiographie. Ullstein, Monaco 2001, ISBN 3-548-60049-2.
- Sex sells. Die Erfolgsstory von Europas größtem Erotik-Konzern. Knaur, Monaco 2002, ISBN 3-426-77599-9.

## Nei media
- Beate Uhse – Das Recht auf Liebe, film biografico su Beate Uhse diretto da Hansjörg Thurn e interpretato da Franka Potente (2011)